# René Rubiella
René Rubiella (* 1. September 1928 in La Ciénaga) ist ein puerto-ricanischer Schauspieler.
Nach der IMDb ist er am 25. Juli 2010 in Puerto Rico gestorben.
Rubiella begann seine Laufbahn als Schauspieler in Hörspielen der Radiosender WNEL, WKAQ und WIAC. Später ging er nach New York und wurde 1946 Sprecher bei José de la Vegas Sender La Voz Hispana. Er gehörte auch zum Sprecherteam des Senders WHOM, bei dem er seine ersten Hörspiele in spanischer Sprache produzierte. Zu den regelmäßigen Darstellerinnen gehörte Miriam Colón.
Als 1954 WAPA TV / Canal 4 eröffnet wurde, kehrte Rubiella in seine Heimat zurück. Er wirkte an der Sendung La Piña de Tommy Muñiz mit und war regelmäßig in Myrta Silvas Sendung Una hora contigo zu sehen. Ab Mitte der 1960er Jahre verkörperte er in El show de las 12 und La Taberna India bei Telemundo komische Figuren wie den Kriminellen Cheo Pitrinche, den notorischen Fremdgänger Mozambique und den Bettler Findingo Lenguamuerta, der mit Arturo Correas Film El derecho de comer auch ins Kino kam.
In den 1970er Jahren trat Rubiella in Produktionen von Alberto González bei Rikavisión/Canal 7 und in verschiedenen Telenovelas (u. a. als Vater von Marilyn Pupo in Anacoana, 1979) auf. In Miami spielte er Anfang der 1980er Jahre am Teatro América zwei Jahre lang den Avelino Plumón in Alberto González’ Komödie A Vicente le llegó un pariente. Ab 1982 arbeitete er für das Fernsehen in Puerto Rico. Nach 1990 trat er wegen gesundheitlicher Probleme nur noch sporadisch auf.